# Partecipanti alla Vuelta a España 2015
In questa voce sono riportati i corridori iscritti alla settantunesima edizione della Vuelta a España. I ciclisti partiti da Puerto Banús sono stati 198; i corridori che hanno concluso la corsa, sul traguardo di Madrid, sono stati 158.

## Corridori per squadra
È riportato l'elenco dei corridori iscritti, il loro numero di gara e il loro risultato; sotto in legenda vengono riportati i dettagli dell'elenco. 
| Team Sky                               | Team Sky                               | Team Sky                               | FDJ                                   | FDJ                                   | FDJ                                   | Team Europcar                            | Team Europcar                            | Team Europcar                            |
| -------------------------------------- | -------------------------------------- | -------------------------------------- | ------------------------------------- | ------------------------------------- | ------------------------------------- | ---------------------------------------- | ---------------------------------------- | ---------------------------------------- |
| 1                                      | Chris Froome                           | R 12ª                                  | 81                                    | Kenny Elissonde                       | 16º                                   | 161                                      | Pierre Rolland                           | 50º                                      |
| 2                                      | Ian Boswell                            | 71º                                    | 82                                    | Arnaud Courteille                     | R 19ª                                 | 162                                      | Yukiya Arashiro                          | 65º                                      |
| 3                                      | Sergio Henao                           | 22º                                    | 83                                    | Mickaël Delage                        | 109º                                  | 163                                      | Jérôme Cousin                            | 73º                                      |
| 4                                      | Vasil' Kiryenka                        | 83º                                    | 84                                    | Murilo Fischer                        | 156º                                  | 164                                      | Antoine Duchesne                         | 138º                                     |
| 5                                      | Christian Knees                        | 91º                                    | 85                                    | Olivier Le Gac                        | 120º                                  | 165                                      | Jimmy Engoulvent                         | 133º                                     |
| 6                                      | Mikel Nieve                            | 8º                                     | 86                                    | Lorenzo Manzin                        | R 10ª                                 | 166                                      | Cyril Gautier                            | 58º                                      |
| 7                                      | Salvatore Puccio                       | 77º                                    | 87                                    | Laurent Pichon                        | 111º                                  | 167                                      | Tony Hurel                               | 145º                                     |
| 8                                      | Nicolas Roche                          | 26º                                    | 88                                    | Kévin Réza                            | 113º                                  | 168                                      | Fabrice Jeandesboz                       | 17º                                      |
| 9                                      | Geraint Thomas                         | 69º                                    | 89                                    | Jussi Veikkanen                       | R 11ª                                 | 169                                      | Romain Sicard                            | 15º                                      |
| Direttore sportivo: Dario Cioni        | Direttore sportivo: Dario Cioni        | Direttore sportivo: Dario Cioni        | Direttore sportivo: Frank Pineau      | Direttore sportivo: Frank Pineau      | Direttore sportivo: Frank Pineau      | Direttore sportivo: Dominique Arnould    | Direttore sportivo: Dominique Arnould    | Direttore sportivo: Dominique Arnould    |
| AG2R La Mondiale                       | AG2R La Mondiale                       | AG2R La Mondiale                       | IAM Cycling                           | IAM Cycling                           | IAM Cycling                           | Team Giant-Alpecin                       | Team Giant-Alpecin                       | Team Giant-Alpecin                       |
| 11                                     | Domenico Pozzovivo                     | 11º                                    | 91                                    | Sylvain Chavanel                      | 47º                                   | 171                                      | John Degenkolb                           | 90º                                      |
| 12                                     | Gediminas Bagdonas                     | 154º                                   | 92                                    | Marcel Aregger                        | 106º                                  | 172                                      | Lawson Craddock                          | 42º                                      |
| 13                                     | Mickaël Cherel                         | 51º                                    | 93                                    | Jérôme Coppel                         | R 19ª                                 | 173                                      | Koen de Kort                             | 64º                                      |
| 14                                     | Alexis Gougeard                        | 112º                                   | 94                                    | Thomas Degand                         | R 9ª                                  | 174                                      | Tom Dumoulin                             | 6º                                       |
| 15                                     | Blel Kadri                             | 150º                                   | 95                                    | Simon Pellaud                         | 119º                                  | 175                                      | Johannes Fröhlinger                      | 143º                                     |
| 16                                     | Sébastien Minard                       | 96º                                    | 96                                    | Matteo Pelucchi                       | R 2ª                                  | 176                                      | Thierry Hupond                           | 142º                                     |
| 17                                     | Matteo Montaguti                       | 41º                                    | 97                                    | Vicente Reynés                        | 86º                                   | 177                                      | Luka Mezgec                              | 108º                                     |
| 18                                     | Rinaldo Nocentini                      | 85º                                    | 98                                    | David Tanner                          | R 2ª                                  | 178                                      | Tom Stamsnijder                          | 155º                                     |
| 19                                     | Johan Vansummeren                      | 121º                                   | 99                                    | Larry Warbasse                        | 38º                                   | 179                                      | Zico Waytens                             | 157º                                     |
| Direttore sportivo: Julien Jurdie      | Direttore sportivo: Julien Jurdie      | Direttore sportivo: Julien Jurdie      | Direttore sportivo: Eddy Seigneur     | Direttore sportivo: Eddy Seigneur     | Direttore sportivo: Eddy Seigneur     | Direttore sportivo: Christian Guiberteau | Direttore sportivo: Christian Guiberteau | Direttore sportivo: Christian Guiberteau |
| Astana Pro Team                        | Astana Pro Team                        | Astana Pro Team                        | Lampre-Merida                         | Lampre-Merida                         | Lampre-Merida                         | Team Katusha                             | Team Katusha                             | Team Katusha                             |
| 21                                     | Fabio Aru                              | 1º                                     | 101                                   | Rubén Plaza                           | 45º                                   | 181                                      | Joaquim Rodríguez                        | 2º                                       |
| 22                                     | Dario Cataldo                          | 57º                                    | 102                                   | Mattia Cattaneo                       | R 13ª                                 | 182                                      | Vladimir Isajčev                         | R 11ª                                    |
| 23                                     | Mikel Landa                            | 25º                                    | 103                                   | Valerio Conti                         | 151º                                  | 183                                      | Pavel Kočetkov                           | 76º                                      |
| 24                                     | Vincenzo Nibali                        | EX 2ª                                  | 104                                   | Kristijan Đurasek                     | 63º                                   | 184                                      | Alberto Losada                           | 31º                                      |
| 25                                     | Diego Rosa                             | 20º                                    | 105                                   | Tsgabu Grmay                          | 125º                                  | 185                                      | Tiago Machado                            | 36º                                      |
| 26                                     | Luis León Sánchez                      | 33º                                    | 106                                   | Przemysław Niemiec                    | R 2ª                                  | 186                                      | Daniel Moreno                            | 9º                                       |
| 27                                     | Paolo Tiralongo                        | R 3ª                                   | 107                                   | Nélson Oliveira                       | 21º                                   | 187                                      | Gatis Smukulis                           | 146º                                     |
| 28                                     | Alessandro Vanotti                     | 135º                                   | 108                                   | Maximiliano Richeze                   | 152º                                  | 188                                      | Ángel Vicioso                            | 103º                                     |
| 29                                     | Andrej Zejc                            | 68º                                    | 109                                   | Il'ja Koševoj                         | 144º                                  | 189                                      | Ėduard Vorganov                          | 39º                                      |
| Direttore sportivo: Alexander Shefer   | Direttore sportivo: Alexander Shefer   | Direttore sportivo: Alexander Shefer   | Direttore sportivo: Orlando Maini     | Direttore sportivo: Orlando Maini     | Direttore sportivo: Orlando Maini     | Direttore sportivo: José Azevedo         | Direttore sportivo: José Azevedo         | Direttore sportivo: José Azevedo         |
| BMC Racing Team                        | BMC Racing Team                        | BMC Racing Team                        | Lotto-Soudal                          | Lotto-Soudal                          | Lotto-Soudal                          | Team Lotto NL-Jumbo                      | Team Lotto NL-Jumbo                      | Team Lotto NL-Jumbo                      |
| 31                                     | Samuel Sánchez                         | R 14ª                                  | 111                                   | Kris Boeckmans                        | R 8ª                                  | 191                                      | George Bennett                           | 37º                                      |
| 32                                     | Darwin Atapuma                         | 56º                                    | 112                                   | Jasper de Buyst                       | 126º                                  | 192                                      | Martijn Keizer                           | 153º                                     |
| 33                                     | Marcus Burghardt                       | NP 3ª                                  | 113                                   | Bart De Clercq                        | 14º                                   | 193                                      | Bert-Jan Lindeman                        | 99º                                      |
| 34                                     | Alessandro De Marchi                   | 78º                                    | 114                                   | Thomas De Gendt                       | R 14ª                                 | 194                                      | Timo Roosen                              | 95º                                      |
| 35                                     | Jean-Pierre Drucker                    | 118º                                   | 115                                   | Adam Hansen                           | 55º                                   | 195                                      | Mike Teunissen                           | 104º                                     |
| 36                                     | Amaël Moinard                          | 59º                                    | 116                                   | Maxime Monfort                        | 27º                                   | 196                                      | Maarten Tjallingii                       | R 19ª                                    |
| 37                                     | Joey Rosskopf                          | 124º                                   | 117                                   | Jurgen Van den Broeck                 | NP 18ª                                | 197                                      | Tom Van Asbroeck                         | 110º                                     |
| 38                                     | Tejay van Garderen                     | R 8ª                                   | 118                                   | Tosh Van Der Sande                    | 49º                                   | 198                                      | Dennis van Winden                        | 115º                                     |
| 39                                     | Peter Velits                           | NP 18ª                                 | 119                                   | Jelle Vanendert                       | 82º                                   | 199                                      | Maarten Wynants                          | NP 13ª                                   |
| Direttore sportivo: Yvan Ledanois      | Direttore sportivo: Yvan Ledanois      | Direttore sportivo: Yvan Ledanois      | Direttore sportivo: Mario Aerts       | Direttore sportivo: Mario Aerts       | Direttore sportivo: Mario Aerts       | Direttore sportivo: Merijn Zeeman        | Direttore sportivo: Merijn Zeeman        | Direttore sportivo: Merijn Zeeman        |
| Caja Rural-Seguros RGA                 | Caja Rural-Seguros RGA                 | Caja Rural-Seguros RGA                 | Movistar Team                         | Movistar Team                         | Movistar Team                         | Tinkoff                                  | Tinkoff                                  | Tinkoff                                  |
| 41                                     | David Arroyo                           | 12º                                    | 121                                   | Alejandro Valverde                    | 7º                                    | 201                                      | Rafał Majka                              | 3º                                       |
| 42                                     | Carlos Barbero                         | 149º                                   | 122                                   | Andrey Amador                         | 40º                                   | 202                                      | Daniele Bennati                          | 131º                                     |
| 43                                     | Peio Bilbao                            | 97º                                    | 123                                   | Imanol Erviti                         | 100º                                  | 203                                      | Maciej Bodnar                            | 140º                                     |
| 44                                     | Omar Fraile                            | 88º                                    | 124                                   | Javier Moreno                         | 80º                                   | 204                                      | Pavel Brutt                              | 101º                                     |
| 45                                     | José Gonçalves                         | 34º                                    | 125                                   | Nairo Quintana                        | 4º                                    | 205                                      | Jesper Hansen                            | 52º                                      |
| 46                                     | Ángel Madrazo                          | 44º                                    | 126                                   | José Joaquín Rojas                    | 43º                                   | 206                                      | Jay McCarthy                             | 66º                                      |
| 47                                     | Lluís Mas                              | R 14ª                                  | 127                                   | Rory Sutherland                       | 139º                                  | 207                                      | Sérgio Paulinho                          | R 11ª                                    |
| 48                                     | Amets Txurruka                         | R 11ª                                  | 128                                   | Francisco Ventoso                     | 81º                                   | 208                                      | Paweł Poljański                          | 35º                                      |
| 49                                     | Ricardo Vilela                         | 48º                                    | 129                                   | Giovanni Visconti                     | 19º                                   | 209                                      | Peter Sagan                              | NP 9ª                                    |
| Direttore sportivo: Eugenio Goikoetxea | Direttore sportivo: Eugenio Goikoetxea | Direttore sportivo: Eugenio Goikoetxea | Direttore sportivo: José Luis Arrieta | Direttore sportivo: José Luis Arrieta | Direttore sportivo: José Luis Arrieta | Direttore sportivo: Tristan Hoffman      | Direttore sportivo: Tristan Hoffman      | Direttore sportivo: Tristan Hoffman      |
| Cofidis                                | Cofidis                                | Cofidis                                | MTN Qhubeka                           | MTN Qhubeka                           | MTN Qhubeka                           | Trek Factory Racing                      | Trek Factory Racing                      | Trek Factory Racing                      |
| 51                                     | Nacer Bouhanni                         | R 8ª                                   | 131                                   | Natnael Berhane                       | 79º                                   | 211                                      | Fabian Cancellara                        | R 3ª                                     |
| 52                                     | Yoann Bagot                            | 98º                                    | 132                                   | Steve Cummings                        | 102º                                  | 212                                      | Markel Irizar                            | 89º                                      |
| 53                                     | Romain Hardy                           | R 11ª                                  | 133                                   | Louis Meintjes                        | 10º                                   | 213                                      | Jaroslav Popovyč                         | 132º                                     |
| 54                                     | Cyril Lemoine                          | 61º                                    | 134                                   | Youcef Reguigui                       | 134º                                  | 214                                      | Fränk Schleck                            | 24º                                      |
| 55                                     | Daniel Navarro                         | 30º                                    | 135                                   | Kristian Sbaragli                     | 105º                                  | 215                                      | Jasper Stuyven                           | NP 9ª                                    |
| 56                                     | Dominique Rollin                       | 116º                                   | 136                                   | Songezo Jim                           | 137º                                  | 216                                      | Boy van Poppel                           | 158º                                     |
| 57                                     | Stéphane Rossetto                      | R 19ª                                  | 137                                   | Jay Robert Thomson                    | 123º                                  | 217                                      | Danny van Poppel                         | 141º                                     |
| 58                                     | Julien Simon                           | 74º                                    | 138                                   | Johann Van Zyl                        | 128º                                  | 218                                      | Riccardo Zoidl                           | 54º                                      |
| 59                                     | Geoffrey Soupe                         | NP 14ª                                 | 139                                   | Jacobus Venter                        | 122º                                  | 219                                      | Haimar Zubeldia                          | 23º                                      |
| Direttore sportivo: Didier Rous        | Direttore sportivo: Didier Rous        | Direttore sportivo: Didier Rous        | Direttore sportivo: Jens Zemke        | Direttore sportivo: Jens Zemke        | Direttore sportivo: Jens Zemke        | Direttore sportivo: Dirk Demol           | Direttore sportivo: Dirk Demol           | Direttore sportivo: Dirk Demol           |
| Colombia                               | Colombia                               | Colombia                               | Orica–GreenEDGE                       | Orica–GreenEDGE                       | Orica–GreenEDGE                       |                                          |                                          |                                          |
| 61                                     | Alex Cano                              | 53º                                    | 141                                   | Esteban Chaves                        | 5º                                    |                                          |                                          |                                          |
| 62                                     | Fabio Duarte                           | 67º                                    | 142                                   | Mitchell Docker                       | R 13ª                                 |                                          |                                          |                                          |
| 63                                     | Leonardo Duque                         | 60º                                    | 143                                   | Caleb Ewan                            | R 10ª                                 |                                          |                                          |                                          |
| 64                                     | Walter Pedraza                         | 136º                                   | 144                                   | Simon Gerrans                         | 114º                                  |                                          |                                          |                                          |
| 65                                     | Carlos Quintero                        | 92º                                    | 145                                   | Mathew Hayman                         | 130º                                  |                                          |                                          |                                          |
| 66                                     | Brayan Ramírez                         | 127º                                   | 146                                   | Damien Howson                         | 147º                                  |                                          |                                          |                                          |
| 67                                     | Miguel Ángel Rubiano                   | 70º                                    | 147                                   | Daryl Impey                           | 84º                                   |                                          |                                          |                                          |
| 68                                     | Rodolfo Torres                         | 32º                                    | 148                                   | Jens Keukeleire                       | 93º                                   |                                          |                                          |                                          |
| 69                                     | Juan Pablo Valencia                    | 87º                                    | 149                                   | Cameron Meyer                         | NP 18ª                                |                                          |                                          |                                          |
| Direttore sportivo: Valerio Tebaldi    | Direttore sportivo: Valerio Tebaldi    | Direttore sportivo: Valerio Tebaldi    | Direttore sportivo: Neil Stephens     | Direttore sportivo: Neil Stephens     | Direttore sportivo: Neil Stephens     |                                          |                                          |                                          |
| Etixx-Quick Step                       | Etixx-Quick Step                       | Etixx-Quick Step                       | Cannondale–Garmin                     | Cannondale–Garmin                     | Cannondale–Garmin                     |                                          |                                          |                                          |
| 71                                     | Niki Terpstra                          | NP 18ª                                 | 151                                   | Andrew Talansky                       | NP 18ª                                |                                          |                                          |                                          |
| 72                                     | Maxime Bouet                           | 28º                                    | 152                                   | André Cardoso                         | 28º                                   |                                          |                                          |                                          |
| 73                                     | Gianluca Brambilla                     | 13º                                    | 153                                   | Joseph Dombrowski                     | 46º                                   |                                          |                                          |                                          |
| 74                                     | David de la Cruz                       | NP 6ª                                  | 154                                   | Alex Howes                            | 129º                                  |                                          |                                          |                                          |
| 75                                     | Iljo Keisse                            | 148º                                   | 155                                   | Benjamin King                         | 75º                                   |                                          |                                          |                                          |
| 76                                     | Nikolas Maes                           | 107º                                   | 156                                   | Daniel Martin                         | R 8ª                                  |                                          |                                          |                                          |
| 77                                     | Pieter Serry                           | 62º                                    | 157                                   | Matej Mohorič                         | R 6ª                                  |                                          |                                          |                                          |
| 78                                     | Martin Velits                          | 117º                                   | 158                                   | Moreno Moser                          | 72º                                   |                                          |                                          |                                          |
| 79                                     | Carlos Verona                          | 29º                                    | 159                                   | Davide Villella                       | 94º                                   |                                          |                                          |                                          |
| Direttore sportivo: Rik Van Slycke     | Direttore sportivo: Rik Van Slycke     | Direttore sportivo: Rik Van Slycke     | Direttore sportivo: Bingen Fernández  | Direttore sportivo: Bingen Fernández  | Direttore sportivo: Bingen Fernández  |                                          |                                          |                                          |

### Legenda
| Legenda      | Legenda | Legenda               | Legenda                                                  |
| ------------ | --- | --------------------- | -------------------------------------------------------- |
| Dorsale      | Dorsale di partenza del ciclista | Posizione             | Posizione finale nella classifica generale               |
| Maglia rossa | Indica il vincitore della classifica generale                                                                                        | Maglia bianco-azzurra | Indica il vincitore della classifica dei GPM             |
| Maglia verde | Indica il vincitore della classifica a punti                                                                                         | Maglia bianca         | Indica il vincitore della classifica combinata           |
| NP           | Indica un ciclista che non è ripartito in una tappa                                                                                  | R                     | Indica un ciclista che si è ritirato in una tappa        |
| FTM          | Indica un ciclista che ha concluso una tappa fuori tempo, ossia ha impiegato più tempo rispetto a quanto stabilito dal tempo massimo | EX                    | Corridore escluso per non aver rispettato il regolamento |

## Corridori per nazionalità
| Numero ciclisti | Nazione |
| --------------- | --- |
| 30              | Francia |
| 27              | Spagna |
| 20              | Italia |
| 18              | Belgio |
| 13              | Colombia |
| 12              | Paesi Bassi |
| 10              | Australia |
| 9               | Stati Uniti |
| 6               | Portogallo, Sudafrica |
| 4               | Germania, Polonia, Russia |
| 3               | Slovacchia, Regno Unito, Svizzera |
| 2               | Canada, Irlanda, Lussemburgo, Slovenia, Bielorussia |
| 1               | Algeria, Argentina, Brasile, Costa Rica, Danimarca, Eritrea, Etiopia, Finlandia, Giappone, Kazakistan, Croazia, Lituania, Lettonia, Nuova Zelanda, Ucraina, Austria |